# Jordbävningen i Gujarat 2001
Jordbävningen i Gujarat 2001 inträffade den 26 januari 2001, då Indien för 52:a gången firade Republikens dag, klockan 08:46 lokal tid (3:16 Koordinerad universell tid) och varade i två minuter. Epicentrum fanns cirka 9 kilometer sydväst om byn Chobari i Bhachau Taluka i Kutch-distriktet Gujarat, Indien. Jordbävningen uppmättes till mellan 7.6 och 7.7 på Momentmagnitudskalan och känddes till maximum som X (Intensiv) på Mercalliskalan. Skalvet dödade cirka 20 000 människor (inklusive 18 i sydöstra Pakistan), skadade över 167 000 personer och förstörde nästan 400 000 hem.

## Effekter
Den slutliga dödssiffran i Kutchdistriktet var 12 290. Bhuj, beläget bara 20 kilometer (12 engelska mil) från epicentrum, ödelades. Stor skada orsakades också i Bhachau och Anjar med hundratals byar förstörda Taluka of Anjar, Bhuj & Bhachau. Över en miljon byggnadsverk skadades eller förstördes, inklusive många historiska byggnader och turistattraktioner. Skalvet förstörde cirka 40% av hemmen, åtta skolor, två sjukhus och 4 kilometers vägi Bhuj och delar av stadens historiska Swaminarayan-tempel och historiska platser som Prag Mahal och Aina Mahal. I Ahmedabad, Gujarats ekonomiska huvudstad med en befolkning på 4,6 miljoner, kollapsade 50 flervåningshus och hundratalspersoner dödades. Totalt uppskattades skadorna kosta $5,5 miljarder, och siffran steg. Skalvet förstörde 60% av de användbara mat- och vattentillgångarna i Kutch.
Anil Mukim översåg hjälpleveranserna i drabbade byar, men bad senare om att dra in stödet för att hindra en "hjälpmentalitet" vilket han menade hindrade återgången till vardagslivet.

### Fotnoter
1. ↑  ”M7.7 Bhuj " Republic Day " Earthquake, 2001”. Arkiverad från originalet den 27 september 2007. https://web.archive.org/web/20070927200051/http://asc-india.org/lib/20010126-kachchh.htm. Läst 17 september 2012.
2. 1 2  2001 Gujarat Earthquake Arkiverad 18 januari 2012 hämtat från the Wayback Machine.
3. ↑  Chobari - epicentre of 26th Jan, 2001 Gujarat earthquake with map
4. ↑  ”Preliminary Earthquake Report”. USGS Earthquake Hazards Program. Arkiverad från originalet den 20 november 2007. https://web.archive.org/web/20071120094220/http://neic.usgs.gov/neis/eq_depot/2001/eq_010126/. Läst 21 november 2007.
5. ↑  ”Interdisciplinary Observations on The January 2001 Bhuj, Gujarat Earthquake”. Arkiverad från originalet den 26 februari 2009. https://web.archive.org/web/20090226144339/http://www.rms.com/publications/Bhuj_EQ_Report.pdf. Läst 16 mars 2012.
6. ↑  Malik, Rajiv (18 augusti 2001). ”To Rebuild Kutch”. Hinduism Today (Himalayan Academy). Arkiverad från originalet den 30 juli 2009. https://www.webcitation.org/5idsvd0I2?url=http://www.hinduismtoday.com/modules/smartsection/item.php?itemid=4063. Läst 26 augusti 2008.